# Rivière Théo
Pour les articles homonymes, voir Théo.
La rivière Théo est un affluent de la rivière Turgeon, coulant dans la municipalité de Eeyou Istchee Baie-James (municipalité), dans le Nord-du-Québec, au Québec, au Canada. La rivière Théo coule dans les cantons de Laberge, de Casa-Berardi, de Raymond, de Carheil et de la Peltrie.

## Géographie
Les bassins versants voisins de la rivière Théo sont :
- côté nord : rivière Turgeon ;
- côté est : rivière Wawagosic, ruisseau Puisseaux, rivière Mistaouac, rivière Harricana ;
- côté sud : rivière Turgeon, ruisseau Orfroy, ruisseau Hal ;
- côté ouest : rivière du Corset, rivière Turgeon], rivière Patten, rivière Burntbush.

La source de la rivière Théo est un ruisseau forestier (altitude : 300 m) situé à :
- 22,8 km à l'est de la frontière Ontario-Québec ;
- 63,4 km au sud-est de l'embouchure de la rivière Théo ;
- 63,8 km au sud-ouest de Joutel.

À partir de sa source, la rivière Théo coule sur environ 117 km entièrement en zone forestière selon ces segments :
- 10,3 km vers le nord dans le canton de Laberge, jusqu'à la limite Sud du canton de Casa-Berardi ;
- 13,0 km au nord-est dans le canton de Laberge, serpentant jusqu'à un ruisseau (venant du sud) ;
- 19,4 km vers le nord en serpentant en recueillant du côté ouest les ruisseaux Wabamiko et Kaackakosig, et du côté est le ruisseau Adiko (décharge du lac Janelle), jusqu'à la limite sud du canton de Raymond ;
- 33,4 km vers le nord dans le canton de Raymond en recueillant du côté ouest les ruisseaux Kaockadagisig, ruisseau Wijinawi et la décharge du lac Tremblay ; et du côté droit le ruisseau Raymond, tout en serpentant jusqu'à la limite sud du canton de Carheil ;
- 18,2 km vers le nord, en recueillant la décharge du lac Philippon, en serpentant jusqu'à la limite sud du canton de La Peltrie ;
- 22,7 km vers le nord en serpentant dans le canton de La Peltrie jusqu'à l'embouchure de la rivière[2].

L'embouchure de la rivière Théo se déverse sur la rive sud de la rivière Turgeon. Cette embouchure de la rivière est située en zone forestière à :
- 1,1 km en amont de l'île Makwo sur la rivière Turgeon ;
- 24,7 km à l'Ouest de la frontière Ontario - Québec ;
- 17,5 km à l'Ouest de l'embouchure de la rivière Turgeon ;
- 53,5 km au nord-ouest de Joutel.

## Toponymie
Le terme « Théo » se réfère à un diminutif du prénom « Théophile » d'origine française et à un patronyme de famille d'origine française.
Le toponyme « rivière Théo » a été officialisé le 5 décembre 1968 à la Commission de toponymie du Québec, soit à la création de cette commission.